# Daya Mata

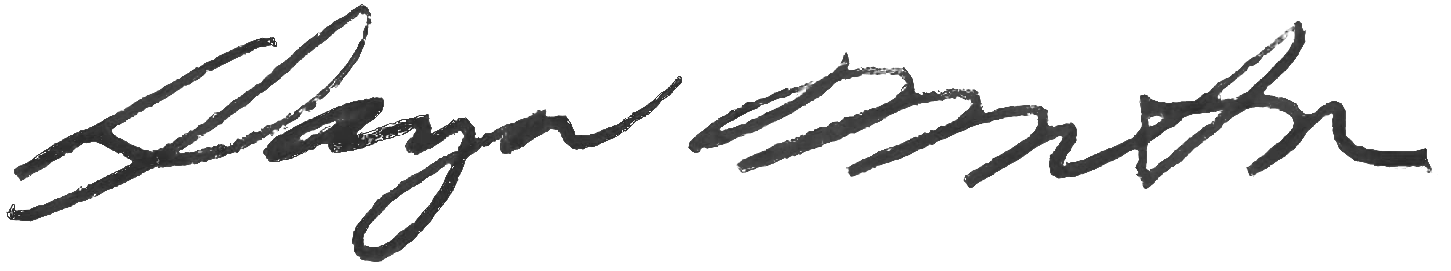
Firma di Daya Mata

Daya Mata, nata col nome di  Rachel Faye Wright (Salt Lake City, 31 gennaio 1914 – Los Angeles, 30 novembre 2010), è stata una religiosa statunitense, discepola dello yogi Paramahansa Yogananda, e terza presidente della Self-Realization Fellowship da lui fondata.

## Biografia
Nacque nell'Utah da una famiglia affiliata alla chiesa mormone dei Santi degli Ultimi Giorni. I suoi antenati erano stati tra i primi pionieri della Valle del Lago Salato. In particolare suo nonno, Abraham Reister Wright, era stato architetto del Tabernacolo di Salt Lake.

### L'incontro con Yogananda
Sin dalla prima infanzia Rachel mostrò interesse per la spiritualità. Insoddisfatta della religiosità mormonica in cui era stata educata, a quindici anni ricevette un testo della Bhagavad Gita che alimentò il suo desiderio di una vita più autentica al servizio dell'amore incondizionato. Nel 1931, all'età di 17 anni, partecipò a delle conferenze tenute a Salt Lake City da Paramahansa Yogananda, che a quel tempo stava attivamente diffondendo i principi induisti del Kriyā Yoga negli Stati Uniti, integrandoli col cristianesimo.
In lui Rachel sentì di aver trovato il maestro che cercava. Nonostante la propria timidezza e la contrarietà della famiglia, gli chiese di poter entrare nell'Ordine monastico della Self Realization Fellowship (SRF), in cui fu ammessa nel 1933, prendendo i voti di swami e assumendo il nome di «Daya Mata», che significa «madre di compassione».
All'interno dell'organizzazione fondata da Yogananda, si caricò progressivamente di ruoli da ministro, diventando una delle prime donne a guidare un'istituzione religiosa mondiale.
Ben presto anche alcuni membri della sua famiglia entrarono a far parte dell'ashram di Los Angeles della SRF, come la sorella Virginia Wright che ne divenne segretaria del consiglio di amministrazione, prendendo in seguito il nome di Ananda Mata, la madre Rachel Terry Wright, e due fratelli di cui il maggiore, Richard Wright, servì come segretario personale di Yogananda per molti anni, accompagnandolo nel suo viaggio in India tra il 1935 e il 1936, descritto nella sua Autobiografia di uno Yogi.
Per circa vent'anni, Daya Mata trascrisse le lezioni di Paramahansa Yogananda e ne curò la stampa dei materiali. Nel 1948, a causa di un intervento chirurgico per una grave malattia, ebbe inoltre un'esperienza di premorte.

### Presidente della Self-Realization Fellowship
Poco prima della dipartita di Yogananda avvenuta nel 1952, costui la istruì a continuare la diffusione mondiale della scienza del Kriyā Yoga e dei suoi precetti morali, incoraggiandola a portare avanti la propria missione spirituale: 
(Paramahansa Yogananda, in occasione del 32° compleanno di Daya Mata)
 Di lì a pochi anni infatti, Daya Mata successe a Rajarsi Janakananda come presidente della Self-Realization Fellowship nel 1955.
Da allora si è impegnata a diffondere attivamente gli insegnamenti di Yogananda attraverso numerosi viaggi in tutti i continenti, anche in India, patria d'origine del suo maestro: qui in particolare riportò in auge la Yogoda Satsanga Society of India, il ramo indiano della SRF da lui fondato, all'epoca in grave declino. Sempre in India ella avrebbe incontrato il Mahavatar Babaji, ritenuto un supremo guru immortale, capostipite del mandato spirituale ereditato dallo stesso Yogananda.
Durante la presidenza di Daya Mata, la SRF vide un incremento delle proprie comunità monastiche fino a dodici in tutto il mondo, e la creazione di oltre seicento templi, ashram, e circoli di meditazione in circa sessanta paesi.
Trascorse gli ultimi anni in maniera sempre più ritirata, collaborando con Sri Mrinalini Mata che le successe alla sua morte nel 2010 alla guida della Self-Realization Fellowship.

## Opere
- Enter the Quiet Heart: Creating a Loving Relationship with God, Los Angeles, Self-Realization Fellowship, 1998 ISBN 0-87612-175-X.
- Finding the Joy Within You: Personal Counsel for God Centered Living, Los Angeles, Self-Realization Fellowship, 1990 ISBN ISBN 0-87612-288-8.
- Only Love: Living the Spiritual Life in a Changing World, Los Angeles, Self-Realization Fellowship, 1998 ISBN 0-87612-216-0.

### Traduzioni in italiano
- Soltanto amore, Roma, Astrolabio Ubaldini, 1991 ISBN 978-8834010259.